# Osterhever
Osterhever település Németországban, Schleswig-Holstein tartományban. Lakosainak száma 207 fő (2023. december 31.).

## Népesség
A település népességének változása:
| Lakosok száma | 312  | 225  | 210  | 223  | 215  | 207  |
|               | 1975 | 2017 | 2019 | 2021 | 2022 | 2023 |